# العاصفة والأسد (فلم)
العاصفة والأسد (بالإنجليزية:Wind And The Lion)، هو فيلم أمريكي أُنتِج سنة 1975 م، وتدور قصته حول قيام الريسوني باختطاف عائلة بريطانية ثرية في المغرب، تم تصوير الفيلم في إسبانيا.

## وصلات خارجية
- العاصفة والأسد على موقع IMDb (الإنجليزية)
- العاصفة والأسد على موقع روتن توميتوز (الإنجليزية)
- العاصفة والأسد على موقع ألو سيني (الفرنسية)
- العاصفة والأسد على موقع Turner Classic Movies (الإنجليزية)
- العاصفة والأسد على موقع أول موفي (الإنجليزية)
- العاصفة والأسد على موقع بوكس أوفيس موجو (الإنجليزية)
- العاصفة والأسد على موقع فيلمافينيتي (الإسبانية)
- العاصفة والأسد على موقع قاعدة بيانات الأفلام السويدية (السويدية)
- العاصفة والأسد على موقع قاعدة بيانات الفيلم (الإنجليزية)
- العاصفة والأسد على موقع ليتربوكسد (الإنجليزية)
- The Wind and the Lion على موقع أول موفي.